# Yamatocallis tokyoensis
Yamatocallis tokyoensis är en insektsart som först beskrevs av Takahashi, R. 1923.  Yamatocallis tokyoensis ingår i släktet Yamatocallis och familjen långrörsbladlöss. Inga underarter finns listade i Catalogue of Life.